# Мануель Годой
Мануель Годой, маркіз Альварес де Фариа, герцог Алькудія (ісп. Manuel Godoy y Álvarez de Faria Sánchez Ríos Zarzosa; 12 травня 1767 — 7 жовтня 1851) — іспанський державний і політичний діяч, фаворит королеви Марії Луїзи та її чоловіка Карла IV, державний секретар (голова уряду), країни, фактично керував Іспанією від 1792 до 1808 року (за винятком періоду 1798—1801 років).

## Біографія
Походив з бідної дворянської родини. 1784 року вступив на службу до гвардії, де звернув на себе увагу дружини інфанта Марії Луїзи. Невдовзі Годой став її коханцем й одночасно зміг стати другом її чоловіка, який 1788 року вступив на престол під іменем Карла IV.
1791 року Годой отримав пост генерал-ад'ютанта лейб-гвардії. 15 листопада 1792 року після виходу у відставку Аранди очолив іспанський уряд. З початком Революційних війн Австрія, Англія та Росія зажадали від Іспанії вступу до коаліції проти Франції. Годой намагався маневрувати між членами коаліції та Францією, що спричинило роздратування обох сторін. Після страти Людовика XVI 7 березня 1793 року Франція оголосила війну Іспанії. Невдачі у війні та страх перед своїм же союзником — Англією — змусили Годоя шукати миру з Францією. Результатом став укладений у липні 1795 року Базельський мир, відповідно до якого Іспанія поступалась французам Санто-Домінго. За ту угоду Годой отримав титул «князь миру».
Від 1795 року Годой дотримувався політики союзу з Францією й 27 липня 1796 року уклав військовий союз із Францією, що спричинило спустошувальну війну з Великою Британією. Та війна порушила сполучення з іспанськими колоніями в Америці та завдала величезних збитків економіці країни. Тим не менше сам Годой до 1797 року став одним із найзаможніших людей Іспанії, загальна вартість його власності перевищувала річний бюджет країни.
Одночасно Годой, занепокоєний впливом Франції, що посилювався, намагався зблизитись із Росією. Павло I спробував створити нову коаліцію проти Франції за участі тих же Англії, Австрії, а також Пруссії, натомість сам російський імператор у тому союзі не зайняв чітку позицію. Він спробував втягнути до коаліції й Іспанію, втім, не довіряючи відвертості Годоя та не отримавши від нього конкретної відповіді, 1799 року розірвав дипломатичні відносини з Іспанією за «пристрасть» до Франції. Однак до того моменту Годоя в уряді вже не було. В травні 1798 року під тиском камарильї, що використовувала народну ненависть до Годоя, він був змушений вийти у відставку.
Годой знову зайняв панівне становище в уряді та при дворі на початку 1801 року. В той час Наполеон схилив Годоя до укладення 21 березня 1801 року договору, відповідно до якого Іспанія за створення лялькового Етрурського королівства на чолі з зятем Карла IV відмовилась від претензій на Луїзіану й оголосив війну Португалії.
Годой був призначений головнокомандувачем іспанських військ і на чолі 60-тисячної армії 20 травня 1801 року виступив у похід, провівши успішну кампанію в Португалії (так звана апельсинова війна), що завершилась Бадахоським мирним договором.
1802 року було укладено Ам'єнський мир з Великою Британією, який після нетривалої перерви було розірвано, й після початку англо-французького конфлікту Іспанія була втягнута до нової війни з Великою Британією, незважаючи на спроби Годоя залишитись осторонь. 1803 року після розірвання Ам'єнського миру, Наполеон зажадав від Годоя допомоги проти Англії. Спроба Годоя зберегти нейтралітет була небажаною як для Франції, так і для Англії, що прагнула в якості друга чи ворога заволодіти Піренеями як плацдармом на Європейському континенті проти Франції.
Під тиском Наполеона 4 грудня 1804 року Іспанія оголосила війну Великій Британії. Результатом тієї війни стала загибель іспансько-французького флоту в Трафальгарській битві 21 жовтня 1805 року та фактичне підкорення Іспанії Наполеону.
Непокоячись за свою подальшу долю, Годой розпочав таємні перемовини з противником та в жовтні 1806 року закликав до війни проти Франції. Невдовзі, після низки перемог Наполеона наляканий розгромом Пруссії, Годой знову перекинувся на бік французів, а Іспанія формально залишилась союзницею Франції. 27 жовтня 1807 року Годой уклав з Францією договір про розділення Португалії між Францією й Іспанією, а особисто Годою була обіцяна південна частина Португалії для створення князівства.
Під приводом війни з Португалією Наполеон увів війська до Іспанії, маючи намір повалити Бурбонів. Потай отримуючи кошти від французького уряду, Годой допустив французькі війська до найважливіших фортець країни. Тим не менше, Наполеон вирішив використовувати народну ненависть до Годоя, а французькі газети почали розпалювати проти останнього кампанію.
Під час народних заворушень, що спалахнули 17—18 березня 1808 року, Годой зі значними труднощами зумів утекти. Втім Карл IV під тиском громадської думки пообіцяв передати Годоя до суду й віддав наказ про його арешт. 19 березня той був заарештований та ув'язнений. Його майно було конфісковано. Після вступу до Мадрида французьких військ (23 березня 1808 року) Годой за наказом Наполеона був засланий до Франції, в Байонну, де сприяв зреченню Карла IV.
Після зречення іспанського короля Годой був звільнений французами та жив у Римі. 1830 року переїхав до Парижа, де отримував незначну пенсію від французького двору. 1847 року йому повернули частину майна й дозволили повернутись до Іспанії.